# Оток (Сливно)
Оток је насељено место у саставу општине Сливно, Дубровачко-неретванска жупанија, Република Хрватска.

## Историја
До територијалне реорганизације у Хрватској налазио се у саставу старе општине Метковић. Као самостално насељено место, Оток постоји од пописа 2001. године. Настало је поделом бившег насеља Оток-Дуба.

## Становништво
На попису становништва 2011. године, Оток је имао 70 становника. За национални састав 1991. године, погледати под Оток-Дуба.
| Број становника по пописима | Број становника по пописима | Број становника по пописима | Број становника по пописима | Број становника по пописима | Број становника по пописима | Број становника по пописима | Број становника по пописима | Број становника по пописима | Број становника по пописима | Број становника по пописима | Број становника по пописима | Број становника по пописима | Број становника по пописима | Број становника по пописима | Број становника по пописима |
| --------------------------- | --------------------------- | --------------------------- | --------------------------- | --------------------------- | --------------------------- | --------------------------- | --------------------------- | --------------------------- | --------------------------- | --------------------------- | --------------------------- | --------------------------- | --------------------------- | --------------------------- | --------------------------- |
| 1857                        | 1869                        | 1880                        | 1890                        | 1900                        | 1910                        | 1921                        | 1931                        | 1948                        | 1953                        | 1961                        | 1971                        | 1981                        | 1991                        | 2001                        | 2011                        |
| 0                           | 0                           | 0                           | 0                           | 0                           | 0                           | 0                           | 0                           | 71                          | 57                          | 90                          | 91                          | 0                           | 102                         | 81                          | 70                          |

Напомена: У 2001. настало дељењем насеља Оток-Дуба. У 1981. исказивано је насеље под именом Оток настало издвајањем дела насеља Михаљ и дела насеља Трн, а у 1991. исказивано је под именом Оток-Дуба. За то бивше насеље садржи део података у 1991. У 1981. без становника. Као део насеља исказује се од 1948.